# Trzy Kopki
Trzy Kopki (dawniej niem. Jünger Berge) – grupa trzech wzniesień ze szczytami na wysokości 749, 715 i 646 m n.p.m. znajdująca się w Masywie Śnieżnika w Sudetach, na terenie Śnieżnickiego Parku Krajobrazowego w pobliżu przysiółka Szklary.

## Geografia
Trzy Kopki wyrastają z północno-zachodniego zbocza Przedniej stanowiąc zakończenie północno-zachodniego rozłogu Śnieżnika.

## Geologia
Zbudowane są ze skał gnejsowych, należących do metamorfiku Lądka i Śnieżnika, i porośnięte są świerkowo-bukowym lasem regla dolnego. Zbocza ku dolince Szklarzynki opadają miejscami w okazałe urwiska skalne.